# Milionia aurora
Milionia aurora là một loài bướm đêm trong họ Geometridae.